# Ringerike GP
De Ringerike GP is een Noorse eendaagse wielerwedstrijd, verreden in de gemeente Ringerike in de provincie Buskerud. 
Van 1975-1990 werd de wedstrijd georganiseerd als eendagskoers, van 1990-2010 als een wedstrijd over vijf etappes. Sinds de Ronde van Noorwegen in 2011 op de wielerkalender verscheen, is de grand prix wederom een eendagswedstrijd en wordt sinds 2011 daags na de Sundvolden Grand Prix verreden, beide wedstrijden worden georganiseerd door de Ringerike Sykkelklubb.
Van 1975-1992 was het een (amateur)wedstrijd op de nationale kalender onder de noemer Fossen Grand Prix, de naam van een lokaal restaurant dat als hoofdsponsor optrad. De eerste wedstrijd werd op 10 september verreden. In 1993 werd het lokale nieuwsblad Ringerikes Blad hoofdsponsor en werd de wedstrijd omgedoopt tot Ringerike Grand Prix. Tot en met 1998 bleef het een nationale wedstrijd. In 1999 verscheen de koers op de internationale kalender met een 2.5-classificatie, vanaf 2005 als een 2.2-wedstrijd in de UCI Europe Tour. Als meerdaagse werd de wedstrijd van 1999-2003 eind april/begin mei verreden en van 2004-2010 begin juni. Als eendagswedstrijd staat de koers sinds 2011 in mei op de kalender, in 2011 en 2012 op de nationale en vanaf 2013 weer op de internationale als 1.2-wedstrijd.

## Lijst van winnaars

### Meervoudige winnaars
| Overwinningen | Renner                 | Jaren            |
| ------------- | ---------------------- | ---------------- |
| 3             | Dag-Erik Pedersen      | 1979, 1981, 1990 |
| 3             | Dag Otto Lauritzen     | 1983, 1991, 1992 |
| 2             | Stein Bråthen          | 1977, 1980       |
| 2             | Torjus Larsen          | 1984, 1985       |
| 2             | Ole-Sigurd Simensen    | 1993, 1995       |
| 2             | Svein Gaute Hølestøhl  | 1996, 1998       |
| 2             | Gabriel Rasch          | 2006, 2011       |
| 2             | Sakarias Koller Løland | 2022, 2025       |

### Overwinningen per land
| Overwinningen | Land                                                    |
| ------------- | ------------------------------------------------------- |
| 36            | Noorwegen                                               |
| 5             | Denemarken                                              |
| 2             | Zweden                                                  |
| 1             | Duitsland, Finland, Polen, Rusland, Verenigd Koninkrijk |